# Epipremnum papuanum
Epipremnum papuanum Alderw. – gatunek wieloletnich, wiecznie zielonych pnączy z rodziny obrazkowatych, pochodzący z Papui-Nowej Gwinei, zasiedlający lasy wiecznie zielone.